# (9437) Hironari
(9437) Hironari est un astéroïde de la ceinture principale.

## Description
(9437) Hironari est un astéroïde de la ceinture principale. Il fut découvert le 4 mars 1997 à Oizumi par Takao Kobayashi. Il présente une orbite caractérisée par un demi-grand axe de 2,27 UA, une excentricité de 0,02 et une inclinaison de 5,5° par rapport à l'écliptique.

## Compléments